# Valea Siliștii
Valea Siliștii – wieś w Rumunii, w okręgu Ardżesz, w gminie Aninoasa. W 2011 roku liczyła 620 mieszkańców.